# Giuseppe Maria Doria Pamphili
Giuseppe Doria Pamfili (ur. 11 listopada 1751 w Genui, zm. 10 lutego 1816 w Rzymie) – włoski kardynał, w latach 1797–1799 i 1808 sekretarz stanu Stolicy Apostolskiej, od 1814 do śmierci biskup Porto-Santa Rufina.

## Życiorys
Był synem Giovanniego Andrei IV Doria Pamphilj Landi i Eleonory Carafa della Stadera. Jego bratem był kardynał Antonio Maria Doria Pamphili; był także spokrewniony z Innocentym X. Studiował na Sapienzy, gdzie w 1771 uzyskał doktorat utroque iure. Następnie został protonotariuszem apostolskim i referendarzem Najwyższego Trybunału Sygnatury Apostolskiej. 11 lipca 1773 przyjął święcenia diakonatu, a tydzień później – prezbiteratu. Wcześniej 27 lutego tr. został wybrany tytularnym arcybiskupem Seleucji Izauryjskiej i został nim aż do 1785. 14 lutego 1785 został kreowany kardynałem prezbiterem i otrzymał diakonię San Pietro in Vincoli. 16 marca 1797 został mianowany sekretarzem stanu Stolicy Apostolskiej i pełnił ten urząd do 29 sierpnia 1799. W tym czasie, okupujący Francuzi aresztowali i uwięzili Pamphili (8 marca 1798). Ostatecznie został on uwolniony, ale wydalony z terenu Republiki Rzymskiej. Od listopada 1801 pełnił rolę prokamerlinga, do maja 1814. Pełnił także funkcje w Kurii Rzymskiej oraz był protektorem zakonu serwitów i franciszkanów. W 1802 został podniesiony do rangi kardynała biskupa i mianowany biskupem diecezji suburbikarnej Frascati. Podczas okupacji francuskiej, w 1808 roku został ponownie wygnany z miasta. Z rozkazów Napoleona, Pamphili udał się do Paryża, a trzy lata później został przez cesarza mianowany subdziekanem Kolegium Kardynałów. W sierpniu 1814 został mianowany biskupem Porto-Santa Rufiny i sprawował tę funkcję do śmierci.
Twórca prawa ochrony zabytków – lex Doria Pamfili z 1 października 1802 r. Kontynuacją tego prawa był lex Pacca z 7 kwietnia 1820 r. opracowany przez kardynała Bartolomeo Pacca.